# Golo-Djigbé
Golo-Djigbé est un arrondissement de la commune d'Abomey-Calavi, situé dans le département de l'Atlantique, au Bénin.

## Géographie
Elle est un arrondissement de la commune d'Abomey-Calavi
.

## Population
Selon le recensement général de 2013, la population de l'arrondissement serait de 28 103 habitants.

## Transports
L'arrondissement sera relié par le transport aérien avec l'Aéroport international de Golo-Djigbé dont la livraison est prévue pour la fin de décembre 2020,,.

## Zone industrielle

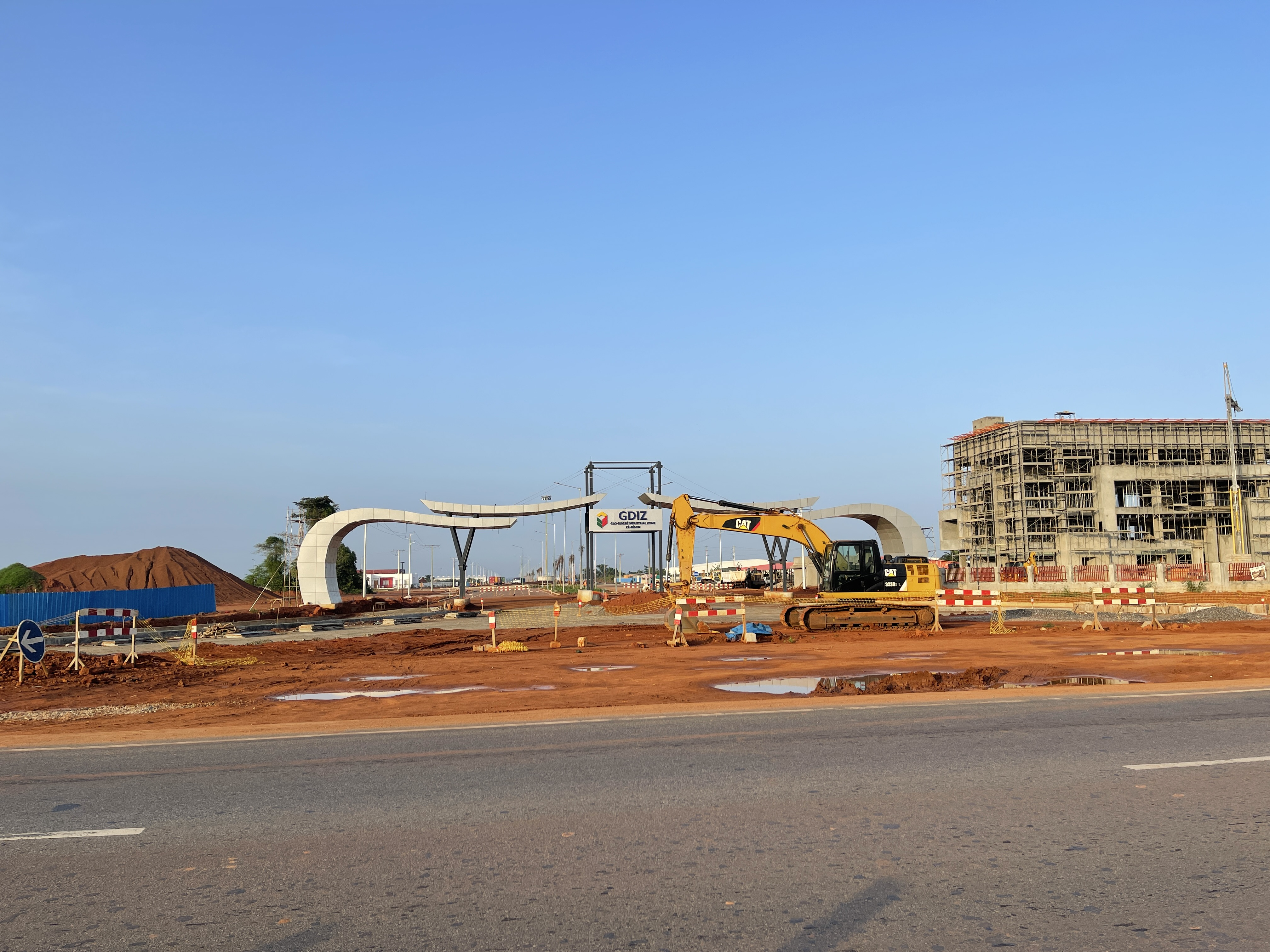
Construction de la nouvelle zone industrielle GDIZ (2022).

La construction d’une nouvelle zone économique spéciale (ZES) à Glo-Djigbé, est l’un des projets phares inscrits dans le Programme d’action du gouvernement béninois. L’infrastructure doit s'étendre sur 10 000 hectares. 

Pour la mise en œuvre du projet, le gouvernement béninois a choisi la société ARISE comme partenaire. ARISE est dirigée par Gagan Gupta et détenue par Olam International et Africa Finance Corporation.

## Galerie de photos

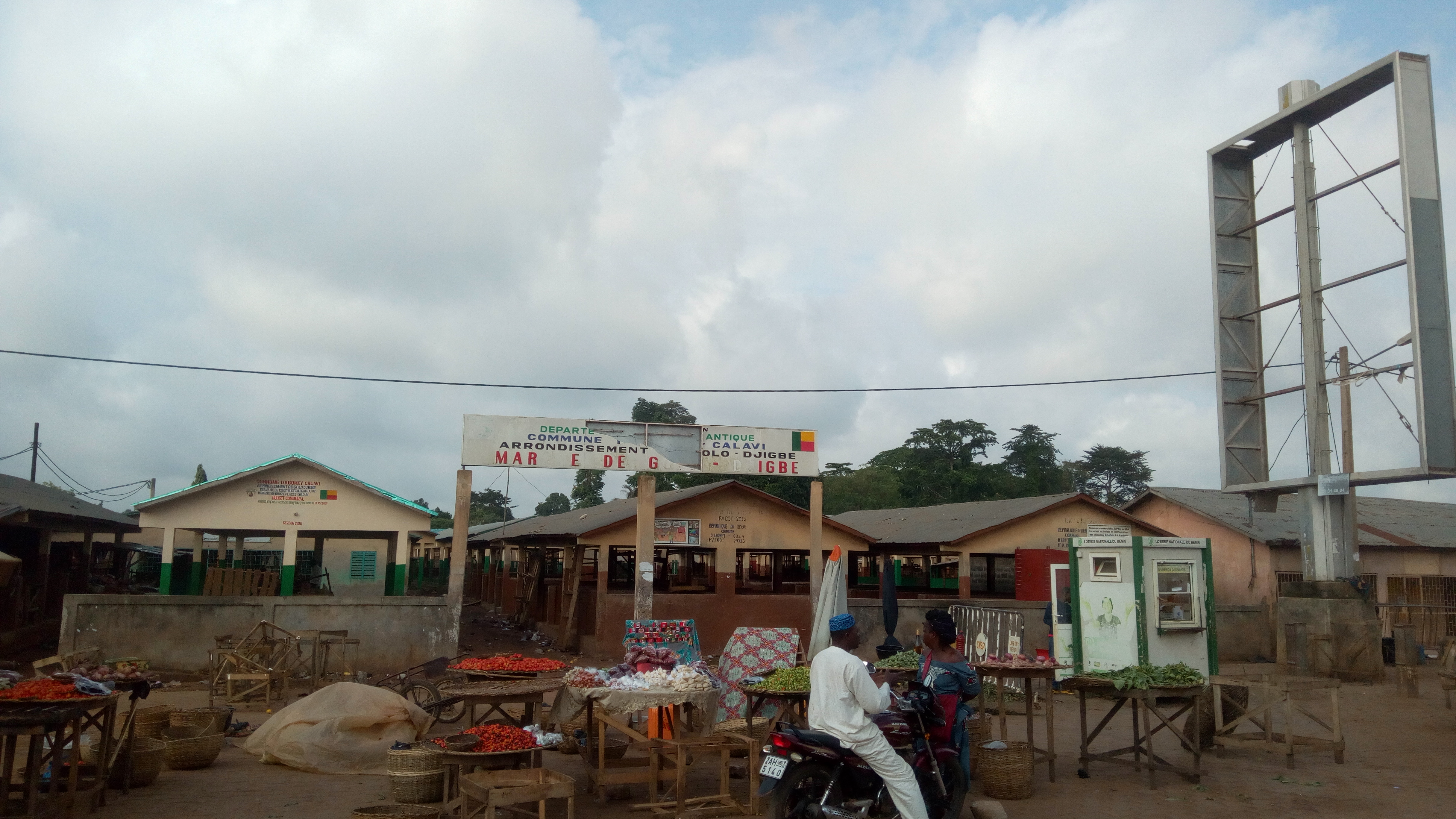
Marché de Golo Djigbé
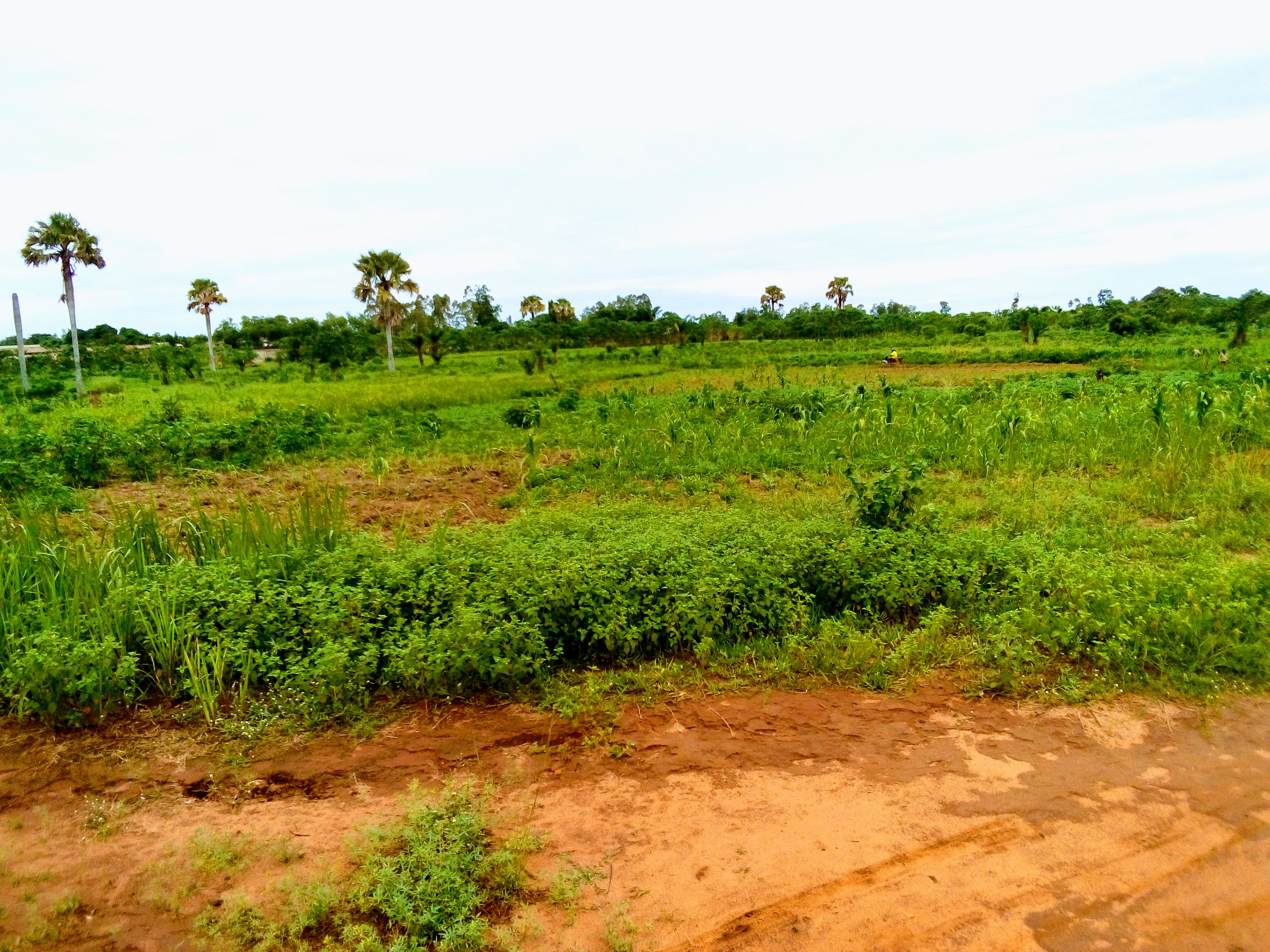
Borassus aethiopum à Golo-Djigbé